# ロサンゼルス・ソル
ロサンゼルス・ソル (Los Angeles Sol) は、アメリカ合衆国カリフォルニア州ロサンゼルスを本拠地としていた、プロフェッショナルの女子サッカークラブである。WPS所属。2009年のリーグ開幕以来、クラブハウスやホームスタジアムのホーム・デポ・センターの所在地であるカーソンを主要区域として活動していたが、翌年の2010年1月28日に解散することが発表された。ブルー・スターLLC･AEG が共同保有・共同運営していた。

## 歴史
2007年9月4日、WPSの設立が発表され、クラブ所在地のひとつにロサンゼルスが選ばれた事も同日に発表された。ロサンゼルス・ソルは2008年10月26日に正式にお披露目され、ステファニー・コックス･シャノン・ボックス･アリー・ワグナーの3選手が、アメリカ代表選手として割り当てられた。
2009年3月29日の開幕節でチームはワシントン・フリーダムと対戦し、2-0で勝利した。同クラブのリーグ最初の得点となる先制点は前半6分、ディフェンダーのアリソン・フォークが、宮間あやのコーナーキックに合わせたヘディングシュートによるものであった。
同年11月、AEGが所有権をWPSに返却。その後3ヶ月間、WPSがトレードやコーチ変更の実施、また2010年のドラフトなどに参加し、チームを運営していた。しかし、チームの所有に名乗りを上げていた団体が、直前に決定を取り下げたことが発表された。この結果、WPSはソルを解散することを決定し、2010年1月28日に発表した。同年2月4日、解散に伴い、契約中の19人のドラフトが行われた。

## 選手

### 所属メンバー
2009年7月28日現在。
注：選手の国籍表記はFIFAの定めた代表資格ルールに基づく。
| No. | Pos. |                | 選手名                   |
| --- | ---- | -------------- | ------------------------ |
| 0   | GK   | アメリカ合衆国 | ブリタニー・キャメロン   |
| 1   | GK   | アメリカ合衆国 | ヴァル・ヘンダーソン     |
| 2   | DF   | アメリカ合衆国 | ケンドール・フレッチャー |
| 3   | DF   | アメリカ合衆国 | ケリー・サンチェス       |
| 4   | MF   | アメリカ合衆国 | アリー・ワグナー         |
| 5   | MF   | アメリカ合衆国 | グリア・バーンズ         |
| 6   | MF   | アメリカ合衆国 | ザーボニ・マッコール     |
| 7   | MF   | アメリカ合衆国 | シャノン・ボックス       |
| 8   | MF   | 日本           | 宮間あや                 |
| 9   | FW   | 中華人民共和国 | 韓端                     |

| No. | Pos. |                | 選手名                 |
| --- | ---- | -------------- | ---------------------- |
| 10  | FW   | ブラジル       | マルタ                 |
| 11  | DF   | アメリカ合衆国 | ブリタニー・ボック     |
| 12  | MF   | アメリカ合衆国 | リサ・サーリ           |
| 13  | FW   | アメリカ合衆国 | クリスティ・ウェルシュ |
| 14  | DF   | アメリカ合衆国 | ステファニー・コックス |
| 18  | MF   | フランス       | カミーユ・アビリー     |
| 19  | DF   | カナダ         | マーティナ・フランコ   |
| 21  | DF   | スウェーデン   | ヨハンナ・フリスク     |
| 22  | DF   | アメリカ合衆国 | マーニャ・マコスキ     |
| 23  | GK   | カナダ         | カリーナ・ルブラン     |